# H-indeks
H-indekset (h-indekset) er et indeks, der prøver at måle både den videnskabelige produktivitet og den tilsyneladende videnskabelige betydning af en videnskabsmand eller forsker. Indekset er baseret på det sæt af forskerens videnskabelige publikationer, som er citeret mest i andre videnskabelige publikationer. Et h-indeks på f.eks. 10 betyder, at forskerens 10 mest citerede artikler er citeret mindst 10 gange hver. Indekset kan også anvendes på en gruppe af forskere, såsom en afdeling eller et universitet eller land.
Indekset blev foreslået af Jorge E. Hirsch i 2005, en fysiker på University of California, San Diego, som et redskab til bestemmelse af teoretiske fysikere relative kvalitet og kaldes undertiden Hirsch-indeks eller Hirsch-nummer.

## Beregning
En forskers h-indeks beregnes ud fra hans eller hendes publikationer og hvor ofte de er citeret. Værdien af h-indekset er den største værdi af antal artikler, som er citeret mindst h gange. Givet en liste over forskerens artikler og antal citationer for hver artikel, kan h-indekset beregnes ved at sortere artiklerne fra mest citerede til mindst citerede, og så gå nedad i listen indtil artiklens nummer bliver større end antal citationer.

### Eksempel
En forsker har 6 publikationer A, B, C, D, E, F, som er citeret hhv. 15, 10, 8, 3, 1 og 1 gang. Disse kan opstilles som en liste:
| Nr. | Publikation | Antal citationer | nr. ≤ citationer? |              |
| --- | ----------- | ---------------- | ----------------- | ------------ |
| 1   | A           | 15               | ja                |              |
| 2   | B           | 10               | ja                |              |
| 3   | C           | 8                | ja                | h-indeks = 3 |
| 4   | D           | 3                | nej               |              |
| 5   | E           | 1                | nej               |              |
| 6   | F           | 1                | nej               |              |

Listen viser, at der er 3 publikationer, som er citeret 3 eller flere gange, men for den næste publikation (D) overstiger nummeret i rækken antal citationer. Forskerens h-indeks er derfor 3.
Hvis publikation D citeres en gang mere, vil h-indekset stige til 4.

## Fordele og ulemper

### Fordele
- H-indekset er et enkelt tal og dermed let at overskue.
- Givet antal citationer (som i forvejen opgøres), er h-indekset let at beregne.
- Et højt h-indeks kan ikke opnås ved at publicere mange artikler af ringe kvalitet (fordi disse kun vil opnå få citationer). Blot at tælle antal artikler ville kun måle kvantitet men ikke kvalitet.
- Et højt h-indeks opnås kun såfremt man har publiceret mange artikler, som hver især har høj kvalitet (målt på antal citationer). Blot at tælle det samlede antal citationer kan give et skævt billede i de tilfælde hvor nogle få publikationer har et meget stort citationstal, mens de øvrige publikationer citeres meget mindre. I beregningen af h-indekset vil de meget citerede artikler naturligvis tælle med, men hver artikel kan højst påvirke h-indekset med 1.

### Ulemper
- Intet enkelt tal kan give et fuldt billede, heller ikke h-indekset.
- Opgørelsen af citationer tager ikke højde for, om forskeren er hovedforfatter eller blot medforfatter ud af en række forfattere til den enkelte publikation. Det vil dog være sjældent at en forsker kan blive medforfatter på en lang række vel-citerede artikler uden at have leveret væsentlige bidrag.
- Hvis en forsker citerer sine egne artikler, kan det påvirke h-indekset. Som diskuteret af Hirsch[1] vil påvirkningen dog kun have indflydelse i forhold til de artikler, som lå tæt på grænsen: At citere en artikel som allerede ligger over grænsen, påvirker ikke h-indekset, og for hver gang h-indekset hæves med 1, kræver det mere at få flere artikler over grænsen.
- Citationstallene kan generelt være forskellige indenfor forskellige fagområder. Hirsch sammenlignede fysik og biologi, og fandt at top-10-forskerne indenfor biologi alle havde højere h-indeks end den fysiker, som havde højest h-indeks.[1]

## Vurdering
Da citationer af et værk ikke forsvinder, kan h-indekset kun stige med tiden, ikke falde. En forsker med mange år i faget vil derfor forventeligt have et højere h-indeks end en ny forsker. Med udgangspunkt i fysik vurderede Hirsh, at et h-indeks på 20 efter 20 års virke ville karakterisere en succesfuld forsker, et h-indeks på 40 en fremragende forsker og et h-indeks på 60 (eller 90 efter 30 års virke) unikke forskere.
Ligesom en række andre mål for bibliometri, hviler h-indekset på opgørelsen af citationer. Disse er dog ikke helt entydige. I videnskabelig sammenhæng benyttes ofte Web of Science til opgørelsen. Google Scholar er et alternativ, som søger mere bredt og derfor får større citationstal og lidt større h-indeks.